# Green River (Colorado)
Green River je rijeka na zapadu Sjedinjenih Američkih Država, najveća pritoka rijeke Colorado duga 1 175 km.
Rijeka se sve do 1824. zvala Španjolska rijeka, onda je dobila svoje novo ime Zelena rijeka zbog stijena obrslih mahovinom uz njegove obale.

## Zemljopisne karakteristike
Green River izvire na obroncima Gorja Wind River (Stjenovite planine) na zapadu Wyominga.

Od izvora teče prema jugu kroz jugozapadni Wyoming, gdje je pregrađen branom kod mjesta La Barge, ispod kojeg je akumulacijsko jezero Fontenelle. Ispod grada Green River, protiče kroz Park prirode Flaming Gorge, kod kojeg je također pregrađen i ima veliko akumulacijsko jezero.
Od tamo teče kroz istočni Utah, odakle naglo zavija i teče kroz sjeverozapadni Colorado kroz kanjon Lodore natrag u Utah. Tu teče prema jugozapadu preko grada Green River sve do svog ušća u rijeku Colorado južno od Moaba u Nacionalnom parku Canyonlands.

Green River sa svojim pritokama ima sliv velik oko 117 000 km², koji se proteže preko gorskih krajeva Wyominga, Colorada i Utaha.

Green River je plovan samo za visokog vodostaja, i to samo za brodove ravnog plitkog gaza.

## Povezane stranice
- Rijeka Colorado
- Popis najdužih rijeka na svijetu

## Vanjske poveznice
- Green River na portalu Encyclopædia Britannica (engl.)